# Oh! Darling
«Oh! Darling» es una canción del grupo de rock The Beatles escrita por Paul McCartney. Es la cuarta canción del álbum Abbey Road de 1969 y su título original era "Oh! Darling (I'll Never Do You No Harm)".
El año 1980 John Lennon dijo a Playboy: "'Oh! Darling' fue una gran canción de Paul que no cantó demasiado bien. Yo siempre pensé que  yo podría haberlo hecho mejor, era más mi estilo que el suyo. Pero él la escribió y por norma general el que escribe la canción la canta, así que yo no la canté, qué le vamos a hacer". Oh! Darling es el cuarto tema de la cara A de Abbey Road, el undécimo álbum de The Beatles.
El truco para las sesiones del Abbey Road", como dijo Paul McCartney, fue que "de alguna manera teníamos que ponernos los guantes de boxeo, tratamos de reunirnos para hacer un álbum muy especial. De alguna manera, pensábamos que este sería nuestro último trabajo, así que... todavía podíamos mostrarnos a nosotros mismos de lo que éramos capaces de hacer, y tratamos de divertirnos mientras lo hacíamos"
"Oh! Darling" era una canción que Paul McCartney llevaba en mente desde hacía bastante tiempo y a la que pretendía imprimir la progresión armónica, el ritmo y la melodía típicos de muchos de los temas doo-wop de los años 50 que tanto le influenciaron a él como al resto de cuarteto en su adolescencia. Conforme la iba componiendo, el estilo de la canción se impregnaba más y más de aquellas viejas grabaciones y los sonidos de los primeros acordes que aprendieron para conseguir que con sus guitarras y voces sonaran lo más parecido posible a las versiones originales.
Muchos años después de la separación del grupo, Paul confesó en una entrevista que su idea en 1969 era que la voz que interpretara "Oh! Darling", fuera áspera y ruda, más o menos como la de alguien que "hubiera estado cantando sobre el escenario toda una semana". Sin embargo, tras muchos años de abusar y forzar sus cuerdas vocales (en sus inicios, Paul era capaz de imitar de un modo bastante creíble la voz de Little Richard) el registro de McCartney ya no le permitía llegar al resultado deseado. "Hace cinco años, esto lo hubiera cantado en una sola toma", diría Paul en 1969 aludiendo a la facilidad con que cantaba tan desgarradamente en sus inicios.
Hay abundantes testimonios que enfatizan en el titánico esfuerzo con que McCartney trabajó su voz para este tema. Se presentaba en el estudio una hora antes que los demás y calentaba la garganta, rompiéndola poco a poco hasta rozar los límites. Llegó a grabar hasta 26 tomas de la canción en una incansable búsqueda de la tonalidad adecuada, hasta que el 20 de abril (con Paul al piano y voz, John a la guitarra y voces, Ringo Starr a la percusión y George Harrison con el bajo, sintetizador y voces) se dio por buena la toma definitiva de la que Paul se sintió orgulloso y Lennon no llegó a estar satisfecho por haberle ofendido que McCartney no le dejara grabar la canción como solista siendo que el tema que le iba mucho más a su registro.

## Versiones
- La banda canadiense Sum 41 la interpretó en un concierto en 2008.
- La Actriz y Cantante Brasileña Marjorie Estiano la realizó en su álbum Flores, Amores E Blablablá en el 2007.
- La banda británica de indie pop, Florence and the Machine.
- La Cantante y Pianista Estadounidense Sara Bareilles la interpretó en la 2 temporada del programa Live from Abbey Road. Pero en esta versión se presentó a sí misma solo en la voz principal y tocando la guitarra rítmica.
- El cantante Robin Gibb miembro del grupo The Bee Gees realiza una versión en la película The Sgt Pepper's Lonely Hearts Club Band Movie (1979).
- La cantante italiana Mina Mazzini la grabó en su doble álbum de 1989 " Uiallalla" y la incluyó luego en su álbum Mina canta I Beatles.
- El cantante británico Graham Bonnet versiona este tema en su álbum The day I went mad de 1999, con Slash tocando la guitarra.
- El vocalista de la banda de rock argentina Rata Blanca, Adrián Barilari, y el guitarrista Diego Mizrahi la interpretaron en el programa "TV Music Expert" en el 2009.
- La banda norteamericana London, en su Álbum Dont Cry Wolf
- La banda de rock santafesina Bichos de Candy en 1970
- El propio Paul McCartney junto con Chrissie Hynde interpretaron la canción por primera vez en el tributo a Taylor Hawkins el 3 de septiembre de 2022.
- El actor y cantante chileno Gabriel Cañas también interpretó este tema en la obra teatral musical chilena Paul y John (basada en esta banda), además la cantó en varias ocasiones tanto en los conciertos del grupo RockStar Band como en varios programas de televisión en donde fue invitado.

## Instrumentación[3]
- John Lennon:  guitarra eléctrica (Epiphone Casino) y coros.
- Paul McCartney: piano (Hamburg Steinway Baby Grand) y voz solista.
- George Harrison: bajo (Fender Bass VI) y coros.
- Ringo Starr: batería (Ludwig Hollywood Maple).
- Billy Preston: órgano (Hammond RT-3).